# Universitat Ruprecht Karl de Heidelberg
La Universitat Ruprecht Karl de Heidelberg (alemany: Ruprecht-Karls-Universität Heidelberg; també coneguda simplement com a Universitat de Heidelberg), la més antiga de les universitats alemanyes, es va crear a la ciutat de Heidelberg, Baden-Württemberg. Fundada l'any 1386 per Ruprecht I, i refundada el 1803 pel duc Karl-Friedrich de Bade. En el Rànquing de Xangai de 2021 estava classificada la 57a del mon.

## Història
Va ser fundada per Ruprecht I, per tenir en el seu territori facultats per a l'estudi de la filosofia, teologia, jurisprudència, i medicina. El Cisma d'Occident a 1378, que va estripar la cristiandat europea entre dos grups hostils, es va iniciar amb l'elecció de dos papes després de la mort del Papa Gregori XI aquest any. Un successor era al Papat d'Avinyó (elegit pels francesos) i l'altre a Roma (elegit pels cardenals italians). Els líders seculars i espirituals alemanys es van decantar en el seu suport pel successor a Roma, cosa que va comportar conseqüències als estudiants i professors alemanys a París: van perdre les assignacions i van haver de marxar. L'Elector del Palatinat Rupert I va veure-hi una oportunitat i va iniciar un diàleg amb la Cúria, que finalment va conduir a la concessió de la butlla Papal de fundació, que pot ser considerada com l'acta de creació de la Universitat de Heidelberg. El 18 d'octubre de 1386 es va celebrar cerimonialment l'obertura de les portes de la universitat. Com a lema,  Marsilius von Inghen, el primer rector de la universitat, va triar "Semper apertus" -el llibre de l'aprenentatge està sempre obert. En aquests moments Heidelberg tenia no més de 3.500 habitants i en el primer any d'existència de la universitat hi hagué uns 600 inscrits. La primera lliçó es va impartir al 19 d'octubre de 1386. Així, la Universitat de Heidelberg és la universitat més antiga d'Alemanya (la primera universitat de parla alemanya a establir-se al món va ser a  Viena en 1365).

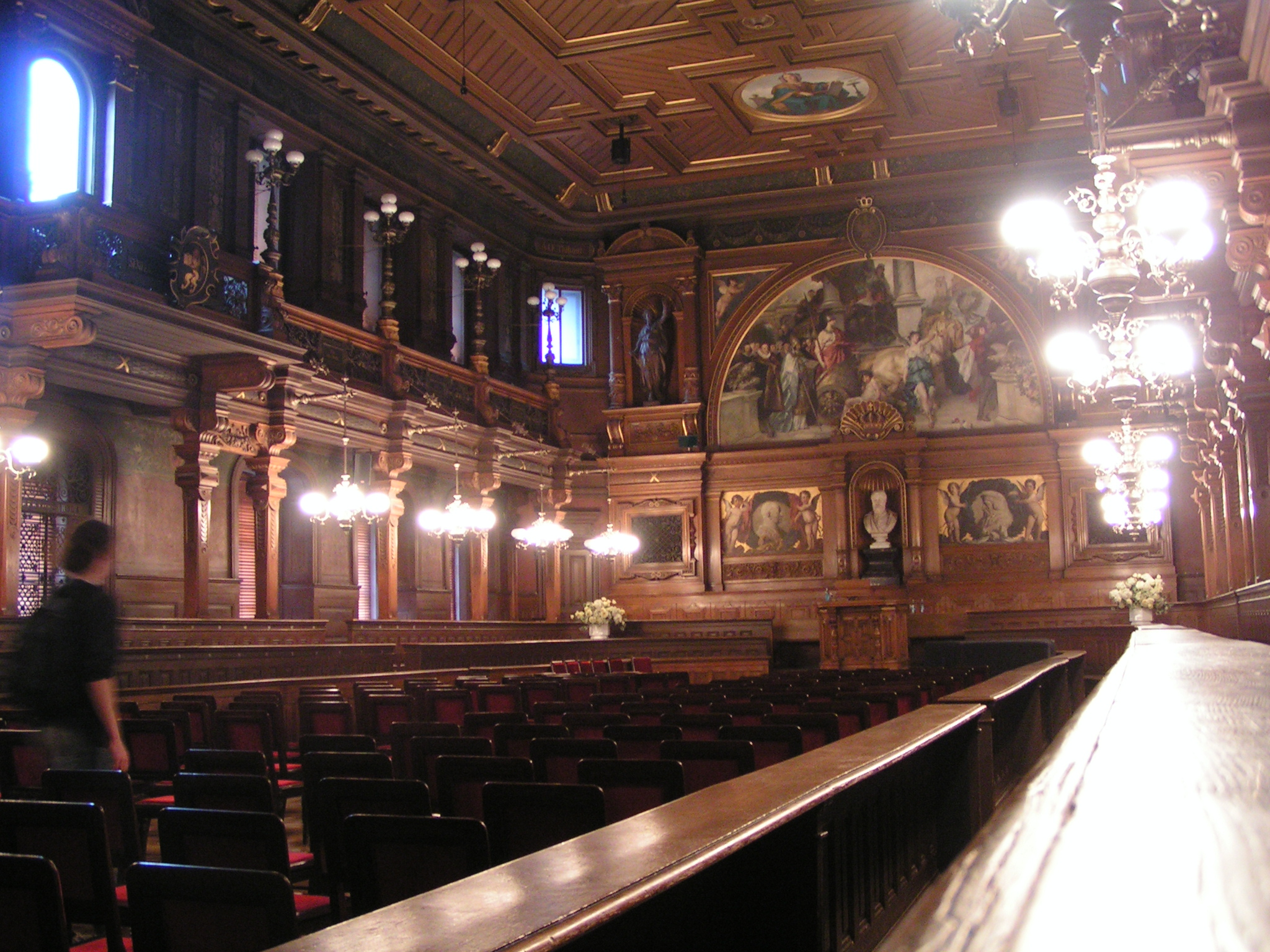
aula (saló de l'assemblea) a l'Alte Universität

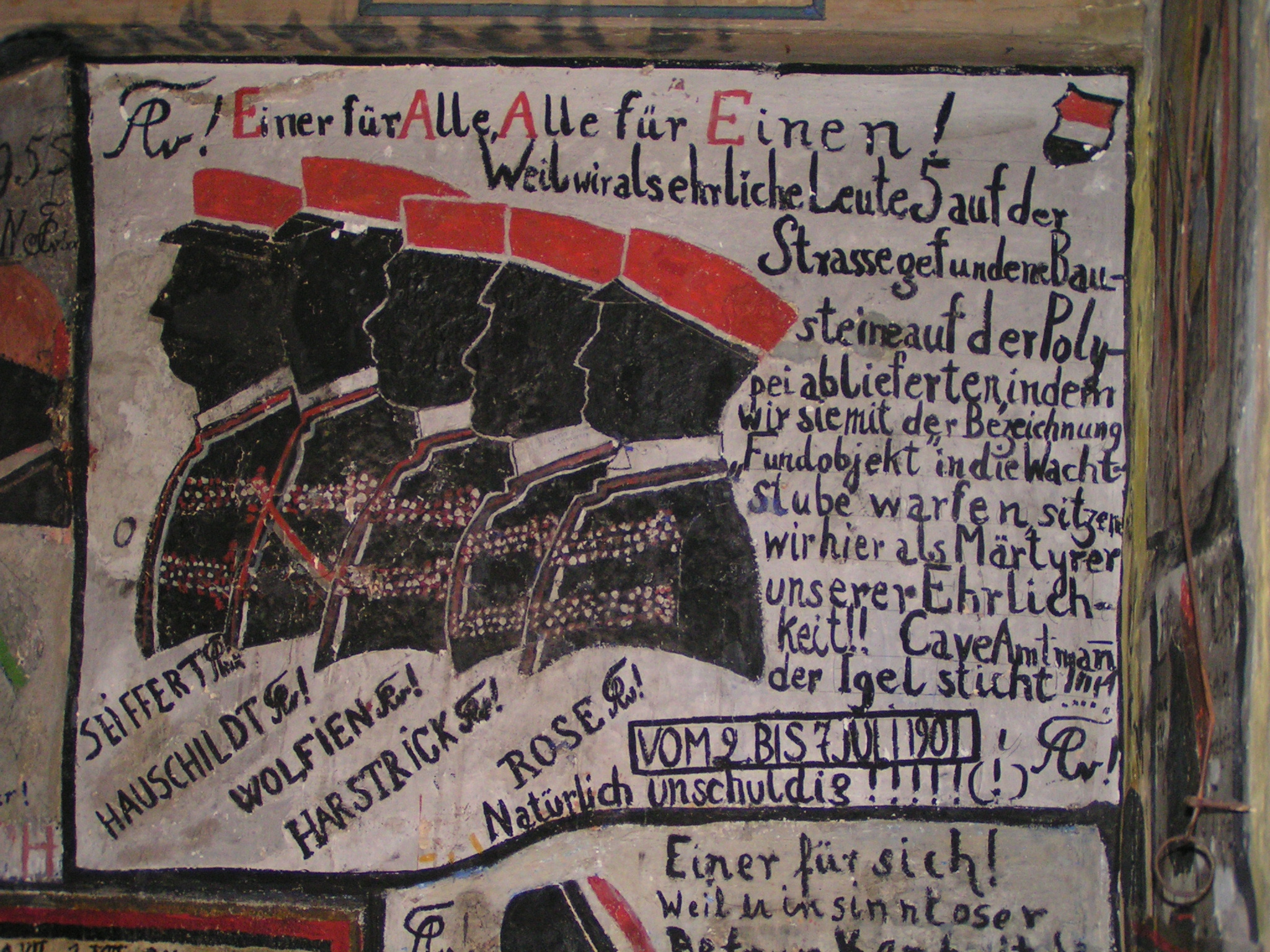
La Studentenkarzer (presó d'estudiants) a Heidelberg: pintades al mur d'estudiants arrestats, representant ells mateixos amb vestits Studentenverbindung de 1901.

Durant la segona meitat del segle XVI la universitat va passar per un període florent, i va ser convertida en una institució  calvinista durant el regnat de l'Elector  Louis VI. Va atreure a estudiants procedents de tot el continent i va esdevenir un important centre de cultura i acadèmic d'Europa. No obstant això, amb el començament de la Guerra dels Trenta Anys al 1618, la riquesa intel·lectual i fiscal de la universitat va declinar. Al 1622 la llavors "Bibliotheca Palatina", biblioteca de la universitat, va ser sostreta de la Heiliggeistkirche (la col·legiata de la Universitat) i duta a Roma.
Fins a l'any 1803 no es va aturar aquesta decadència. Aquell any, la Universitat va ser restablerta a l'estatus propi de la institució per Carles Frederic I de Baden i des de llavors el seu nom es troba associat amb el de Rupert I. L'estudiant més influent d'aquesta època va ser Karl Drais, inventor del principi de les dues rodes amb el qual va començar la mecanització i més tard la motorització del transport personal. Durant l'última part del segle xix, la Rupert Carles va acollir un esperit molt liberal i obert de ment que va ser especialment impulsat per Max Weber, Ernst Troeltsch i un cercle de col·legues al seu voltant. A la República de Weimar, la Universitat va ser reconeguda com un centre de pensament  democràtic, propiciat pet professors com Karl Jaspers, Gustav Radbruch, Martin Dibelius i Alfred Weber. Desafortunadament, hi va haver forces contràries treballant dins de la universitat: el físic nazi Philipp Lenard va ser nomenat director de l'institut de Física durant aquest temps, mentre que Walther Rathenau fou assassinat perquè va refusar posar a mig pal la bandera nacional a l'institut, la qual cosa va provocar conflictes amb els estudiants comunistes.
Amb la institucionalització de l'Alemanya Nazi, la Universitat igual que les altres universitats alemanyes, va fer costat al règim i va perdre els seus professors dissidents. Però després de la Segona Guerra Mundial (1939-1945), com que la major part de la ciutat s'havia estalviat, la reconstrucció de la Universitat va ser ràpida. Amb la fundació del Collegium Academicum, Heidelberg seria el primer lloc d'Alemanya on es va establir un gabinet d'estudiants governat per ells mateixos, i que actualment encara és l'únic. Novament els estatuts obligaven la Universitat a l'«esperit viu de la veritat, justícia i humanisme».
Durant les dècades de 1960 i 1970, la universitat es va expandir molt. Als afores de la ciutat, a l'àrea del Neuenheimer Feld, es va construir un gran campus per als estudis de medicina i ciències naturals. La universitat es va desenvolupar lentament,
 però en última instància va ser una de les cèl·lules de base per a les inquietuds polítiques entre estudiants, amb les consegüents protestes estudiantils.
El 1975, una massiva intervenció de la policia va arrestar el parlament estudiantil al complet. Després d'això, el "Collegium Academicum", una organització universitària progressista annexa als campus de la universitat matriu, va ser pres per uns 700 oficials de policia i fou tancat definitivament.
Durant la primera i segona  guerres del golf, les Forces de l'exèrcit nord-americà a Europa, establertes a la part meridional de Heidelberg, van ser objectiu de diverses manifestacions pacífiques estudiantils.
El programa alemany per al foment d'investigació científica i activitats acadèmiques d'alt nivell, finançat amb recursos federals i regionals, va organitzar el 2007, un "concurs d'excel·lència" entre els centres d'estudis superiors del país. Van resultar guanyadores sis universitats entre les quals hi havia la de Heidelberg, que fou distingida amb l'etiqueta d'Universitat d'elit.
El 2006 un de cada cinc habitants de la ciutat era estudiant universitari.
El 2022 va patir un atac per tiroteig.

## Facultats
Actualment, alberga uns 25.000 estudiants. Més de 15.000 acadèmics i uns 400 professors que fan d'aquesta universitat una de les més grans d'Alemanya. Després d'una reforma estructural l'any 2003, la universitat es compon de 12 facultats, que al seu torn abasten diverses disciplines, departaments i instituts. A conseqüència del Procés de Bolonya, la majoria de facultats ofereixen ara el grau de Batxiller, el de Mestria, i Doctorats per tal de complir amb l'estàndard europeu de titulacions noves. Excepcions notables són els programes de pregrau en Dret, Medicina, Odontologia i Farmàcia.
- Facultat de Ciències del Comportament i empírics Ciències de la Cultura.
- Facultat de Ciències Biològiques
- Facultat de Ciències Químiques i de la Terra.
- Facultat de Ciències Econòmiques i Socials.
- Facultat de Dret.
- Facultat de Matemàtiques i Ciències de la Comunicació.
- Facultat de Medicina.
- Facultat de Medicina de la Universitat de Mannheim.
- Facultat de Llengües Modernes.
- Facultat de Filosofia i Història.
- Facultat de Física i Astronomia.
- Facultat de Teologia.